# Don Simpson
Donald Clarence "Don" Simpson, född 29 oktober 1943 i Seattle, Washington, död 19 januari 1996 i Bel Air, Los Angeles, Kalifornien, var en amerikansk filmproducent. Han samarbetade mycket med Jerry Bruckheimer under 1980- och 1990-talen och producerade en lång rad framgångsrika filmer som exempelvis Flashdance och Top Gun. År 1996 avled Simpson av hjärtproblem efter omfattande narkotikamissbruk.

## Filmografi (urval)
- 1983 - Flashdance
- 1984 - Snuten i Hollywood (Beverly Hills Cop)
- 1986 - Top Gun
- 1987 - Snuten i Hollywood II (Beverly Hills Cop II)
- 1990 - Days of Thunder
- 1994 - Absolut gisslan
- 1995 - Bad Boys
- 1995 - Farliga sinnen
- 1995 - Rött hav
- 1996 - The Rock